# Anorrhinus galeritus
Anorrhinus galeritus е вид птица от семейство Носорогови птици (Bucerotidae).

## Разпространение
Видът е разпространен в Бруней, Индонезия, Малайзия, Мианмар и Тайланд.